# Mike Fiers
Michael Bruce Fiers (Hollywood, 15 giugno 1985) è un giocatore di baseball statunitense, lanciatore partente per gli Oakland Athletics della Major League Baseball.

## Carriera

### Inizi e Minor League (MiLB)

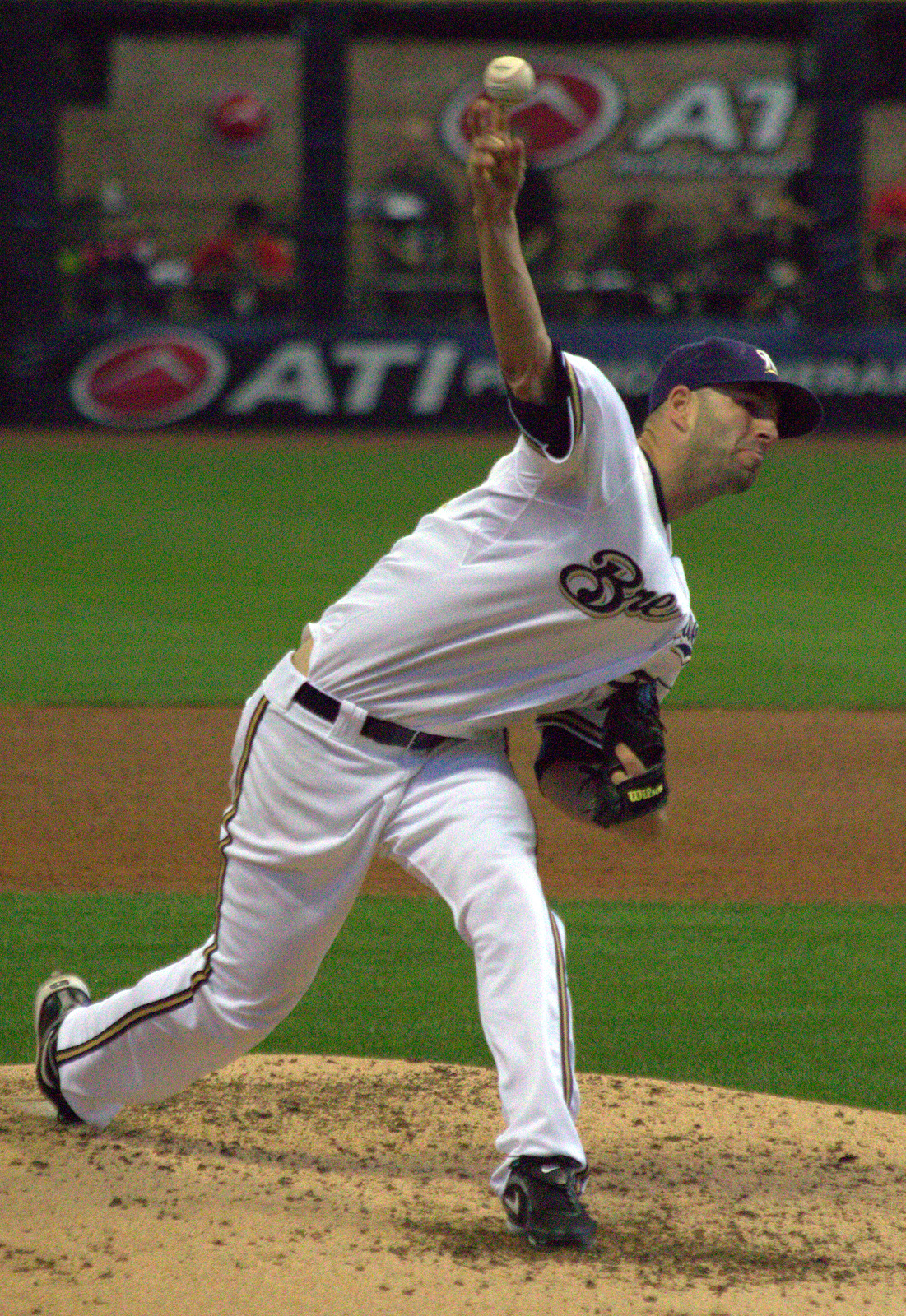
Fiers con i Brewers nel 2012

Fiers si diplomò alla Deerfield Beach High School di Deerfield Beach nel 2003; e si iscrisse al Broward College di Fort Lauderdale. Nel 2007 si trasferì all'University of the Cumberlands di Williamsburg, Kentucky.
Nel gennaio 2008, Fiers si addormentò alla guida mentre percorreva la Florida Turnpike, e schiantandosi contro un guardrail fu espulso dal parabrezza dell'auto. Si ruppe quattro vertebre. Dopo essersi ripreso, Fiers tornò a Fort Lauderdale e si trasferì alla Nova Southeastern University.
Da lì venne selezionato nel 22º turno del draft MLB 2009 dai Milwaukee Brewers, con cui giocò nella classe Rookie, nella classe A e nella classe A-avanzata. Nel 2010 militò nella classe A-avanzata e nella Doppia-A. Iniziò la stagione 2011 nella Doppia-A e venne promosso nella Tripla-A a maggio inoltrato.

### Major League (MLB)

#### Milwaukee Brewers
Fiers debuttò nella MLB il 14 settembre 2011, al Miller Park di Milwaukee contro i Colorado Rockies, lanciando nel nono inning come lanciatore di chiusura, eliminando per strikeout due battitori e concedendo due valide e una base su ball. Il 21 settembre, giocò la sua seconda e ultima partita della stagione, sempre come closer, concedendo due basi su ball. Concluse la stagione con 2 partite disputate nella MLB e 34 nella minor league, di cui 22 Doppia-A e 12 nella Tripla-A.
Ottenne la sua prima vittoria nella sua prima partita della stagione successiva, il 29 maggio 2012 contro i Dodgers, che fu anche la prima da lanciatore partente. Il 24 agosto 2012, come battitore, colpì la sua prima valida. Concluse la stagione con 23 presenze nella MLB (22 da partente) e 10 nella Tripla-A.
Nel 2013 giocò nella MLB solamente 3 partite come partente e venne schierato 8 volte come rilievo. Disputò 6 partite nella minor league, 5 nella Tripla-A e una nella classe A-avanzata.
L'11 settembre 2014 contro i Marlins, Fiers colpì con una palla veloce in volto il battitore avversario, Giancarlo Stanton, che venne ricoverato in ospedale. Nel lancio seguente colpì alla mano Reed Johnson, subentrato a Stanton come sostituto battitore. Entrambi i lanci vennero chiamati dall'arbitro come strike, poiché i battitori tentarono di colpire la palla. Il battitore successivo, il terza base Casey McGehee, alzò la voce contro l'arbitro per protestare, ma Fiers pensò che McGehee ce l'avesse con lui quindi rispose che non lo aveva fatto apposta, questo malinteso causò tensione e i giocatori di entrambe le squadre uscirono dal dugout verso il campo. Successivamente, Fiers si scusò con Stanton e il 12 settembre venne multato per aver causato tensione in campo, rispondendo a McGehee. Giocò 14 partite nella MLB (10 da partente) e 17 nella Tripla-A.
Il 7 maggio 2015, Fiers divenne il 73º lanciatore della MLB a registrare un inning immacolato, eliminando per strikeout tre battitori consecutivamente in nove lanci complessivi. Ottenne il risultato nel quarto inning contro i Dodgers. La stagione 2015 fu la prima completa nella MLB per Fiers, che venne schierato in 31 partite, in tutte, tranne una, come partente.

#### Houston Astros
Il 30 luglio 2015, i Brewers scambiarono Fiers e Carlos Gómez con gli Houston Astros per Brett Phillips, Domingo Santana, Josh Hader e Adrian Houser.
Il 21 agosto 2015 contro i Dodgers, Fiers lanciò la sua prima partita completa, realizzando un no-hitter.
Nel 2017, Fiers giocò in 29 partite della stagione regolare, ma non venne schierato in nessuna partita durante il post-stagione. Al termine delle World Series, gli Astros divennero campioni e Fiers ottenne, come il resto dei giocatori, il suo primo anello del campionato. Divenne free agent subito dopo.

#### Detroit Tigers e Houston Astros
L'8 dicembre 2017, Fiers firmò un contratto annuale del valore di 6 milioni di dollari con i Detroit Tigers. Si infortunò durante gli allenamenti primaverili e saltò la partita inaugurale della stagione. L'8 aprile esordì con i Tigers contro i White Sox, lanciando per sei inning senza concedere punti e ottenne la vittoria.
Il 6 agosto 2018, i Tigers scambiarono Fiers con gli Oakland Athletics per un giocatore da nominare in seguito. Vennero inviati successivamente ai Tigers due giocatori di minor league, Nolan Blackwood il 18 agosto e Logan Shore il 19 settembre. Divenne free agent a fine stagione e rinnovò con gli Athletics il 24 dicembre, con un contratto biennale.
Il 7 maggio 2019, Fiers realizzò il secondo no-hitter di carriera, contro i Reds. Fu il 300º no-hitter nella storia della MLB.
Nel novembre 2019, rivelò che nel 2017 gli Astros utilizzarono una videocamera piazzata dietro l'esterno centro per rubare i segnali del ricevitore avversario indirizzati al lanciatore. Questa dichiarazione scatenò lo scandalo dei segnali rubati.
Nel 2021, iniziò la stagione nella lista degli infortunati e successivamente a maggio, lanciò per soli 9.1 inning in due partite, a causa di un infortunio al gomito destro che lo costrinse ad abbandonare in anticipo il campionato.

## Palmares
- No-hitter: 2

21 agosto 2015, 7 maggio 2019
- Inning immacolato: 1

7 maggio 2015
- Giocatore della settimana: 2

AL: 23 agosto 2015, 12 maggio 2019